# Testify
Testify is een single van de Amerikaanse band Rage Against the Machine. Het is afkomstig van het album The Battle of Los Angeles en is uitgebracht in 2000. Het onderwerp van de single is de verkeerde interpretatie van nieuwsfeiten door de Amerikaanse burgers. Dit is vanwege de media, die de waarheid zou verdraaien en alleen (voor Amerikanen) interessant nieuws zou brengen. Een zin uit de tekst, "Who controls the past now, controls the future. Who controls the present now, controls the past", komt uit het boek 1984 van George Orwell. Deze zin is de slogan van de regering van Oceanië.
In de videoclip zijn fragmenten te zien van George W. Bush en Al Gore tijdens hun presidentcampagnes in 2000. De boodschap die Rage Against the Machine wil overdragen is dat beide mannen eigenlijk één persoon zijn, doordat ze exact dezelfde standpunten hebben. Tijdens de gitaarsolo van Tom Morello zijn beide presidentskandidaten te horen waarbij uitspraken (die met elkaar overeenkomen) achter elkaar gemonteerd zijn.

## Tracks
1. "Testify" (albumversie)
2. "Testify" (Testifly-mix)
3. "Testify" (Rowena Projects-mix)
4. "Guerrilla Radio" (live)
5. "Freedom" (live)